# 本德山
85°31′S 140°12′W / 85.517°S 140.200°W
本德山（英語：Bender Mountains）是南極洲的山脈，位於瑪麗伯德地，處於貝里峰西南面7公里，在羅斯冰架和沃森海崖之間，美國地質調查局根據測量和該國海軍的空中照片繪入地圖，現時由南極條約體系管理。